# 伊麗莎白·柯斯托娃
伊麗莎白·強森·柯斯托娃（Elizabeth Johnson Kostova，1964年12月26日—），美國小說家，首部作品是《歷史學家》。她出生於康乃狄克州新倫敦，畢業於耶魯大學與密西根大學。

## 作品
- 《歷史學家》
- 《天鵝賊》